# Imitazione
L'imitazione (dalla parola latina imitatio -onis , che discende a sua volta dal verbo imitāri - imitare) è un'attività di produzione o un comportamento non originale, basati su un modello preesistente che si ritiene valido e che si cerca di eguagliare intenzionalmente o casualmente.
La parola può avere sia valenza positiva, se il modello è preso solo come punto di partenza e stimolo, che negativa, quando la riproduzione è solo una sterile e pedissequa copia dell'esempio esistente.

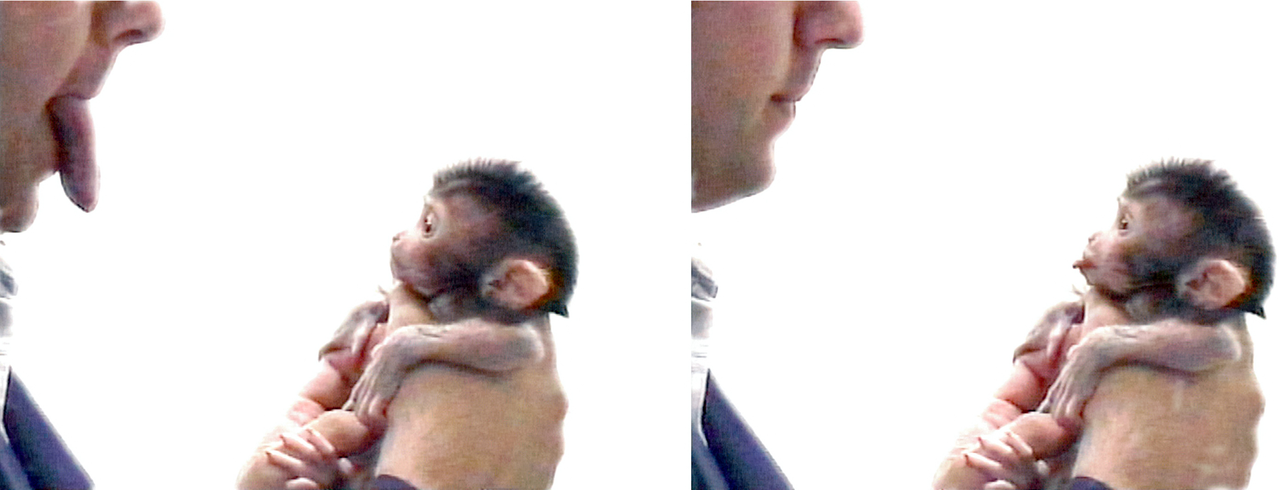
Un macaco neonato imita la linguaccia

## L'imitazione nelle scienze umane
L'imitazione in filosofia ricorre sotto il termine greco mimesi che vuole spiegare il rapporto tra il principio primo e gli effetti materiali di questo.
Dell'imitazione si è occupata anche la pedagogia in quanto questo comportamento, prima istintivo poi riflesso, costituisce una modalità fondamentale dell'apprendimento infantile e in genere di quello degli animali.
L'analisi psicologica ha messo in rilievo il pericolo di usare il termine imitazione in senso generico ed astratto riferendolo ad ogni tipo di atteggiamenti che si riferiscono a funzioni ed attività diverse: così se il bambino con l'imitazione acquista l'uso del linguaggio e si introduce nella cultura a cui appartiene, nell'adulto è la suggestione e l'identificazione che lo spinge ad imitare.
La psicologia dell'età evolutiva ha descritto la socializzazione infantile e la formazione della personalità come un processo durante il quale il bambino si rivolge a modelli privilegiati che egli trova nell'ambiente sociale in cui vive. Questa "socializzazione secondaria", com'è stata chiamata, è soprattutto un fenomeno di identificazione.
Secondo la psicologa Susan Blackmore la capacità di imitare è stata la caratteristica distintiva fondante del processo culturale umano e non il linguaggio.

### Gabriel Tarde
Gabriel Tarde è colui che per primo, ha preteso di studiare scientificamente il fenomeno sociale dell'imitazione, studiandone le "leggi" nella sua opera fondamentale sulle "Leggi dell'imitazione". L'imitazione, per Tarde, è il fenomeno sociale elementare, così che la società viene definita "un gruppo di persone che presentano tra loro molte somiglianze prodotte per imitazione". La sua è una vera e propria antropologia mimetica: "l'essere sociale, in quanto sociale, è essenzialmente imitatore".

### Jean Piaget
Jean Piaget si è interessato dell'imitazione collegandola allo sviluppo mentale del bambino quando, intorno al secondo anno d'età, dal livello senso-motorio, dove è già presente una primitiva semiotica (gioco simbolico, disegno, linguaggio...)  passa a quello rappresentativo mentale dove raggiunge la padronanza dell'imitazione anche senza più il modello da imitare ("imitazione differita").
Questo comportamento imitativo riguarda non solo l'individuo isolato ma anche colui che entra in rapporto con la società tramite l'imitazione di gesti, modi di dire, azioni che vengono condivisi come accade ad esempio in un rapporto di amicizia.
Il concetto di imitazione infatti costituisce il nucleo della psicologia sociale di Gabriel Tarde (1843–1904) che ha considerato questo fenomeno psicologico fondamentale nella costituzione dei rapporti sociali.

### Karl Jaspers

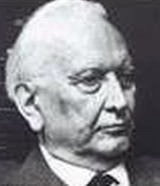
Karl Jaspers

La psicanalisi considera l'imitazione un fenomeno di identificazione per lo più con i propri genitori e si è interessata di particolari aspetti patologici come l'imitazione isterica originata dal fenomeno della suggestione che genera anche, come ha messo in rilievo Karl Jaspers, quella imitazione per contagio involontaria nelle masse:

### René Girard

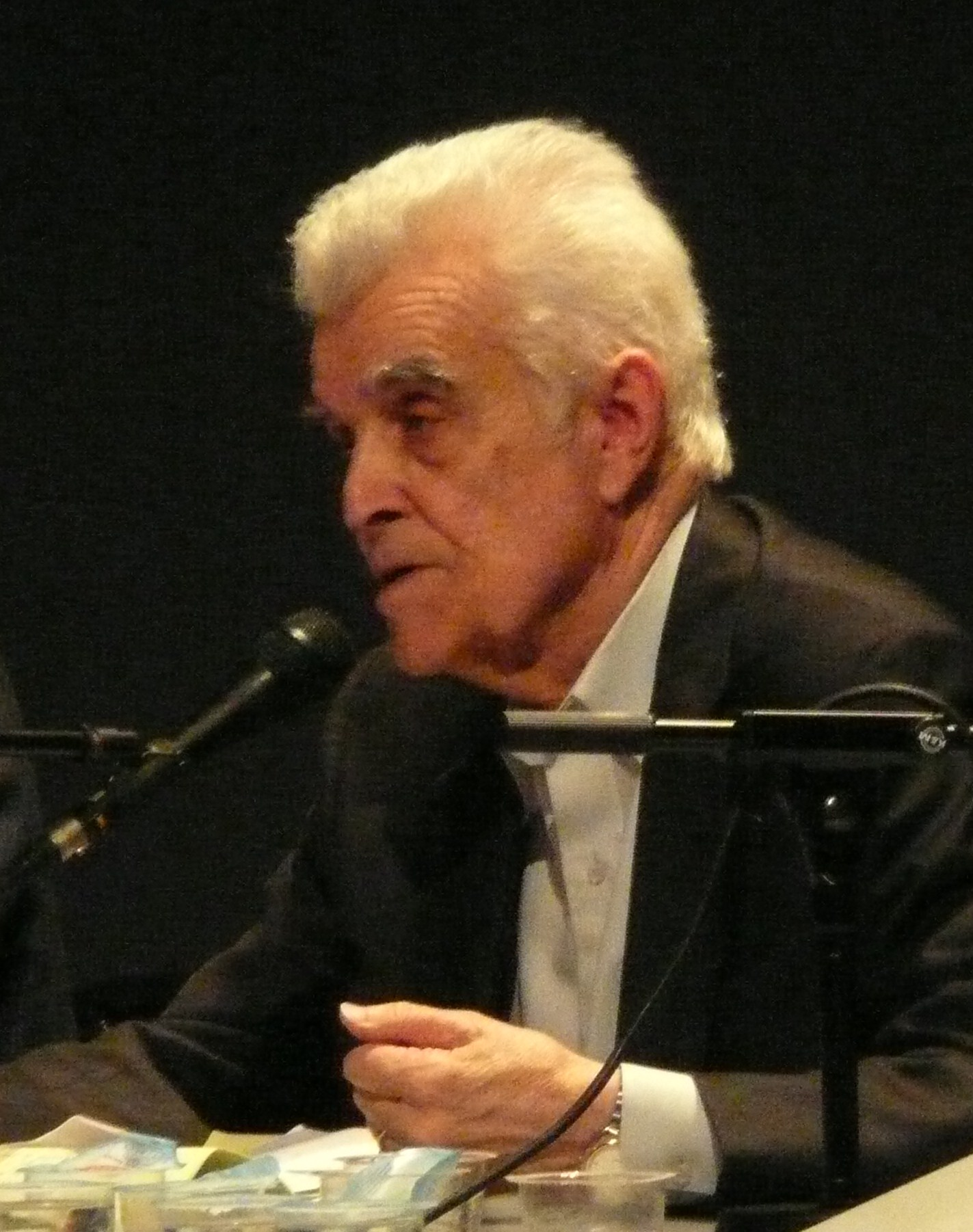
René Girard

Anche l'antropologia ha rivolto la sua attenzione al fenomeno dell'imitazione che è stato sviluppato e assunto come istanza fondamentale dell'agire umano nella teoria mimetica dell'antropologo francese René Girard che afferma che tutte le azioni dell'uomo sono determinate dal suo desiderio di emulare e imitare (desiderio mimetico) qualcuno che gli appare felice, perché egli spera di arrivare a possedere la stessa felicità.
Imitando l'altro, però, spesso l'uomo trasforma il suo modello in un rivale e inizia a provare per lui sentimenti di invidia e odio.
Le relazioni personali risultano quindi un intreccio di micro-conflitti generalmente insanabili e sfociano in un conflitto generalizzato del tutti contro tutti.
Da questa situazione potenzialmente distruttiva i gruppi umani possono uscire in modo spontaneo solo se emerge, più o meno per caso, un unico rivale collettivo che attira involontariamente l'odio di tutti, reciprocamente imitato. Su tale essere si sfoga la frustrazione collettiva in forma generalmente di espulsione o eliminazione violenta.
Liberi da colui che è stato identificato come "il male", i membri del gruppo si trovano (temporaneamente) riappacificati tra loro, e gli attribuiscono ora anche la responsabilità di questa soluzione liberatrice.
Ben presto però, il desiderio imitativo torna a fomentare l'intreccio di conflitti e porterà a una nuova soluzione violenta ai danni di un nuovo innocente. Nasce così il concetto di "sacro" primitivo, con il suo doppio volto di dio malevolo-benigno e la sua ciclica sete di vittime.
Secondo Girard esiste solo un'istanza culturale in grado di proporre agli uomini un'alternativa pacifica alla conclusione violenta delle loro crisi, e questo è il messaggio cristiano.
Cristo, accettando di divenire il capro espiatorio di turno, entra nel meccanismo dell'odio collettivo e, da dentro, lo scardina e lo svela in modo razionale con la sua predicazione, con i gesti da lui compiuti, e con l'evento della Risurrezione.
Il racconto della risurrezione degli dei primitivi è dunque frutto del meccanismo di capro espiatorio, perché non svela l'innocenza della vittima ma anzi nasconde il fatto stesso che la vittima è stata uccisa dagli uomini, ed è solo la manifestazione del fatto che la violenza umana ritorna. Al contrario, la Risurrezione di Cristo, che è la risurrezione di una vittima esplicitamente innocente e uccisa in modo arbitrario, produce l'annullamento del meccanismo di capro espiatorio e rende giustizia alle vittime di tutti i tempi.